# 神鬼認證 (遊戲)
《神鬼認證》是神鬼認證系列推出的遊戲，2008年夏季推出，在Xbox 360和PS3平台上遊戲。遊戲由High Moon工作室開發，遊戲將會詳述神鬼認證系列原著小說作者勞勃·勒德倫所設想的筆下英雄傑森·包恩，也讓諜報遊戲操控在玩家的滑鼠之中。

## 連結
- Robert Ludlum's The Bourne Conspiracy－官方遊戲網站
- You Tube Trailer of The Bourne Conspiracy－The Bourne Conspiracy 官方遊戲展示影片1
- You Tube Behind The Scenes of The Bourne Conspiracy （页面存档备份，存于）－The Bourne Conspiracy 官方電影幕後影片